# Dominik Bachmair
Dominik Bachmair (* 14. Januar 1972 in München) ist ein deutscher Fernsehmoderator.

## Leben
Schon während seiner Schulzeit arbeitete Dominik Bachmair bei dem Jugend-Radiosender Radio Fantasy. Nach seinem Abitur 1992 studierte Bachmair bis 1998 Amerikanistik und Deutsche Geschichte an der Ludwig-Maximilians-Universität in München. Parallel dazu wirkte er als Reporter, Redakteur und Moderator beim Radiosender Bayern3. Nach seinem Studium arbeitete er von 1998 bis 2000 als freier Autor und Sprecher für die Fernsehsender 3sat und ProSieben.
Mitte 2000 wurde er Moderator des Wirtschaftsmagazins BIZZ auf ProSieben. Im August 2002 wurde Stefan Gödde sein Nachfolger. Im Februar 2002 wechselte er Boulevardmagazin taff, welches er zusammen mit Miriam Pielhau bis Februar 2005 moderierte. 2003 präsentierte Bachmair die 13-teilige Kriminaldokureihe Anatomie des Verbrechens. Nach seinem Ausstieg bei taff ging er von ProSieben zu RTL II, wo er ab dem 25. Juli 2005 das werktäglich ausgestrahlte Wissensmagazin Gut zu wissen - Dem Alltag auf der Spur moderierte.
Heute ist Dominik Bachmair systemischer Coach und Organisationsberater.
Dominik Bachmair ist verheiratet und hat zwei Kinder.